# 纳韦利
纳韦利（義大利語：Navelli），是意大利阿奎拉省的一个市镇。总面积42.23平方公里，人口592人，人口密度14.0人/平方公里（2009年）。ISTAT代码为066058。